# Vitbrynad vråk
Vitbrynad vråk (Leucopternis kuhli) är en fågel i familjen hökar inom ordningen hökfåglar.

## Utseende
Vitbrynad vråk är en kompakt svartvit vråk. Kort stjärt och breda vingar ger den ett knubbigare intryck än andra skogslevande rovfåglar som skogsfalkar och hökar. Undersidan är vit och ovansidan svart med ett tydligt vitt ögonbrynsstreck. Den har mörkare svartstreckat huvud och tydligare ögonbrynsstreck än liknande svartmaskad vråk, som har vitt huvud med en liten svart ögonmask.

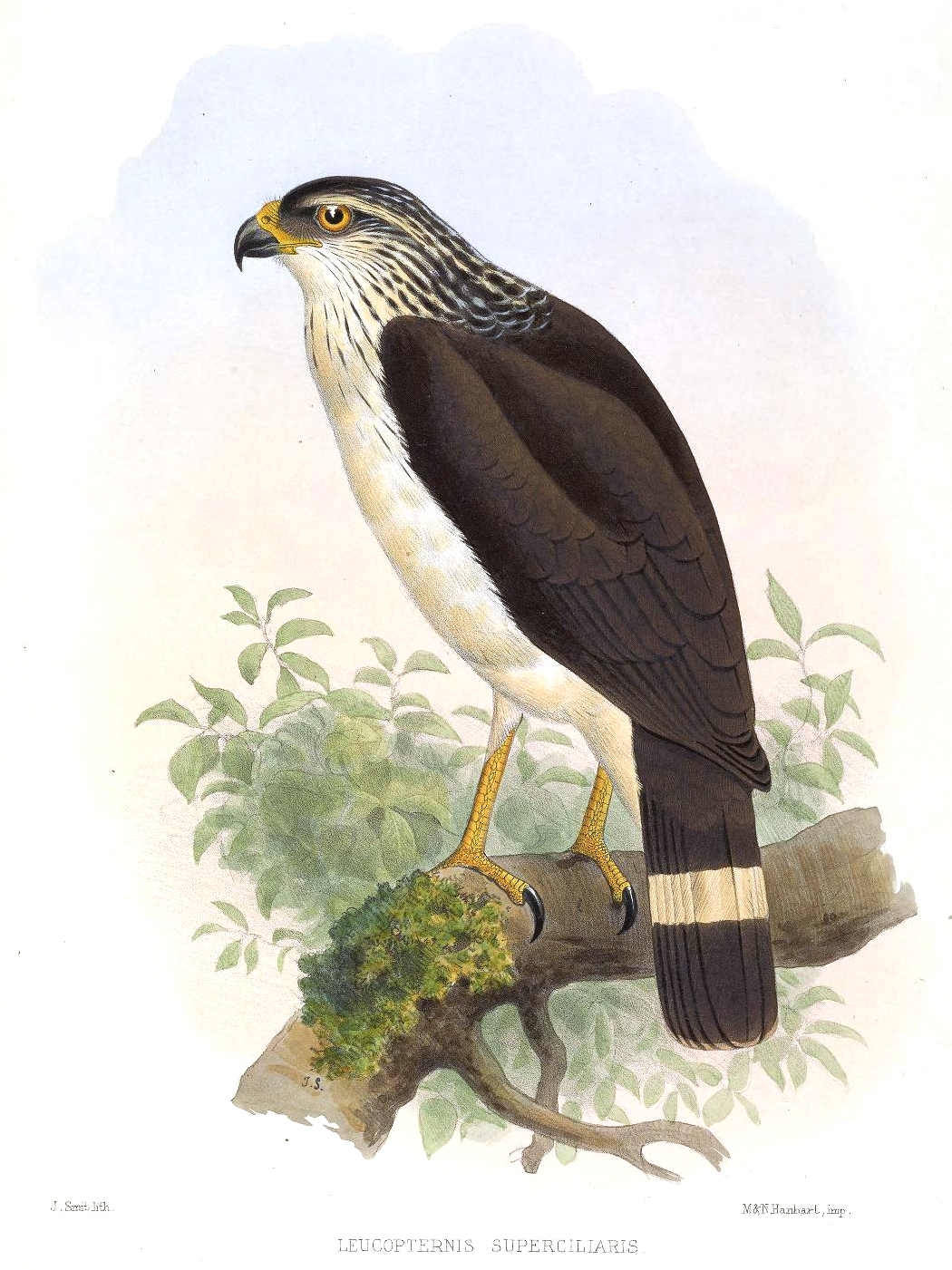

## Utbredning och systematik
Den förekommer i regnskogar i östra Peru, norra Bolivia och södra Amazonas i Brasilien. Den behandlas som monotypisk, det vill säga att den inte delas in i några underarter.

## Status och hot
Arten har ett stort utbredningsområde och en stor population, men tros minska i antal, dock inte tillräckligt kraftigt för att den ska betraktas som hotad. IUCN kategoriserar därför arten som livskraftig (LC).

## Namn
Fågelns vetenskapliga artnamn hedrar den tyske ornitologen Heinrich Kuhl (1797-1821).